# Notodelphys prasina
Notodelphys prasina är en kräftdjursart som beskrevs av Tord Tamerlan Teodor Thorell 1859. Notodelphys prasina ingår i släktet Notodelphys och familjen Notodelphyidae. Arten är reproducerande i Sverige. Inga underarter finns listade i Catalogue of Life.